# إيفان سيرغييف
إيفان سيرغييف (بالأوكرانية: Іван Сергеєв)‏ مواليد 20 يناير 1988 في دنيبروبتروفسك، هو لاعب كرة مضرب أوكراني يلعب باليد اليمنى. أعلى تصنيف له في الفردي كان المركز الـ 147 في سنة 2010. أعلى تصنيف له في الزوجي كان المركز الـ 305 في سنة 2010.

## النهائيات

### الفردي: 4 (2–2)
| الحصيلة | الرقم | التاريخ       | الدورة            | الأرضية | المنافس          | النتيجة            |
| ------- | ----- | ------------- | ----------------- | ------- | ---------------- | ------------------ |
| الوصافة | 1.    | 5 أغسطس 2009  | سارانسك، روسيا    | ترابية  | ميخائيل كوكوشكين | 3–6, 1–6           |
| الوصافة | 2.    | 23 أغسطس 2009 | كارشي، أوزبكستان  | صلبة    | راينر إيتزينجر   | 3–6, 6–1, 6–7(3–7) |
| الفوز   | 3.    | 30 أغسطس 2009 | ألماتي، كازاخستان | صلبة    | داستن براون      | 6–3, 5–7, 6–4      |
| الفوز   | 4.    | 1 أغسطس 2010  | سارانسك، روسيا    | ترابية  | ماريك سمجان      | 7–6, 6–1           |

## روابط خارجية
- إيفان سيرغييف على موقع رابطة محترفي التنس (الإنجليزية)
- إيفان سيرغييف على موقع الاتحاد الدولي لكرة المضرب (الإنجليزية)
- إيفان سيرغييف على موقع كأس ديفيز (الإنجليزية)
- إيفان سيرغييف على موقع خلاصة التنس.كوم (الإنجليزية)
- إيفان سيرغييف على موقع إي إس بي إن.كوم (الإنجليزية)